# Magnus V de Norvège
Magnus V Erlingson (né en 1156- mort à la bataille de Fimreite le 15 juin 1184) est le roi de Norvège de 1162 à 1184.

## Origine
Magnus Erlingsson, né en 1156, est le fils de Christina de Norvège, la fille légitime du roi Sigurd Ier, et du noble Erling Skakke

## Élection et couronnement

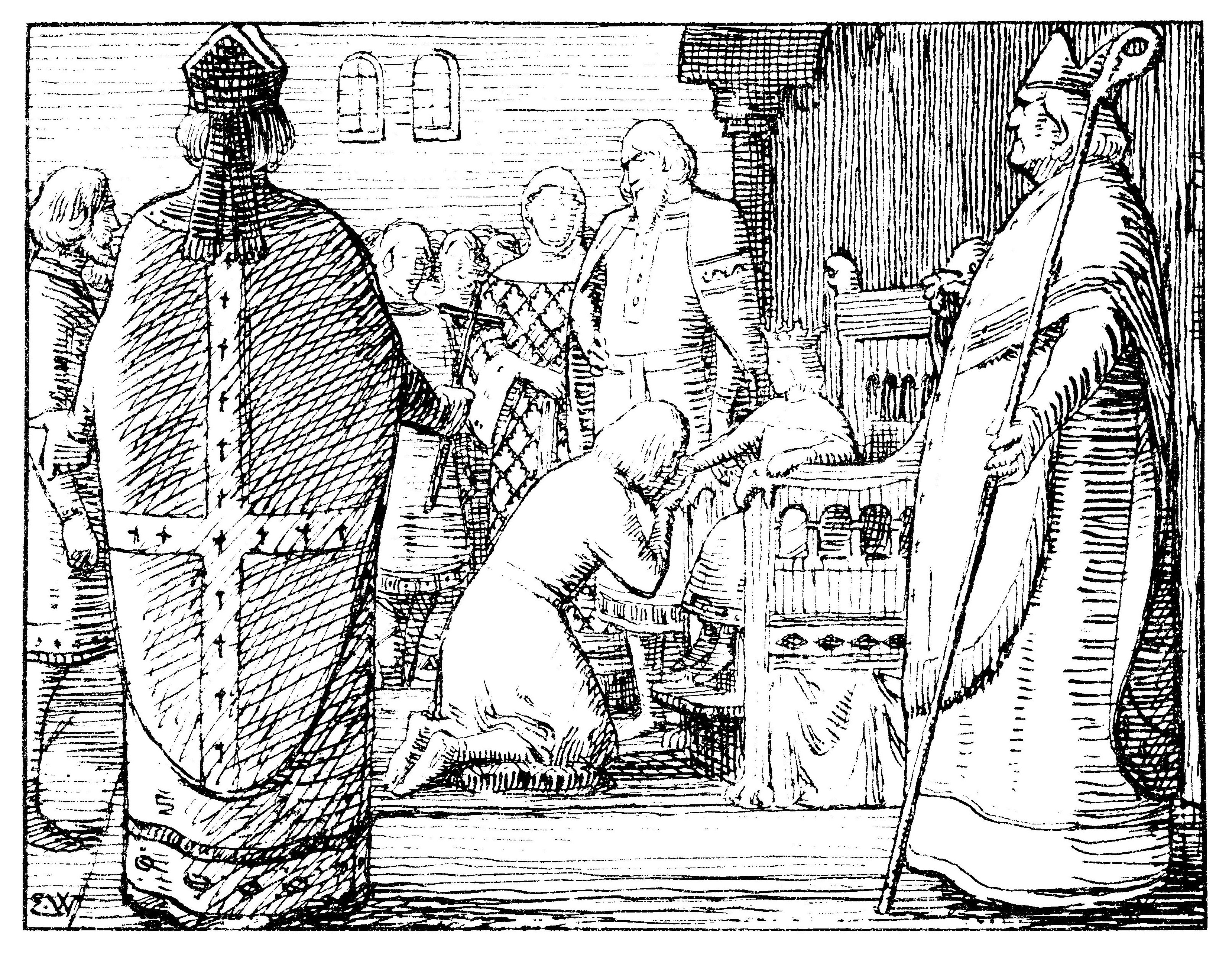
Couronnement du jeune Magnus.

Après la mort de Inge Ier de Norvège, il est élu roi à Bergen, en 1161, avec l'appui de l'Église. Son père, nommé régent du royaume, élimine divers prétendants, dont Håkon Herdibreid et Sigurd Markusfostre, afin d'assurer le trône à son fils. Magnus V est couronné roi à l'été 1164, à Bergen, par l'archevêque Eystein Erlendsson et par le légat du Pape, assistés de cinq autres évêques, dont Brand Sæmundsson, le nouvel évêque de Hólar en Islande. Des représentants des Lagdömme et le magnat islandais Jón Loftesson de Odda sont également présents. C'est alors la première cérémonie de ce type en Norvège.
Peu après, en 1167, Olav Ugjæva, le jeune fils de Gudbrand Skafhoggson et de Maria (fille du roi Eystein Ier de Norvège), qui avait été élevé dans l'Oppland par Sigurd Agnatt, se laisse proclamer roi par la population locale. Erling Skakke est dans un premier temps surpris par l'ampleur du mouvement et ses troupes sont battues à Rydjokul. Toutefois, en 1168, les partisans d'Olav sont écrasés à Stange, où tombent Sigurd Agnatt et les autres chefs du mouvement. Le jeune prétendant s'enfuit à Aalborg, au Jutland, où il meurt de maladie au printemps 1169. 
Magnus V et son père reçoivent ensuite une ambassade du roi Valdemar Ier de Danemark qui réclame la suzeraineté sur le Viken et l'Est du Rygjarbit (no). Après une expédition d'intimidation des forces danoises dans le Sud de la Norvège, Erling doit se rendre lui-même au Danemark en 1170 signer un traité qui reconnaît cette vassalité. Il s'engage en outre à fournir 60 vaisseaux au roi Valdemar Ier en cas de conflit et, si son propre fils meurt sans descendance, à favoriser l'élévation au trône de Norvège de Valdemar, le second fils du roi du Danemark.

## Les Birkebeiner
Le régime autoritaire imposé à partir de 1161 par le régent Erling Skakke, père du jeune roi Magnus V, et sa tentative d’exterminer toute la descendance du roi Harald IV, qu’il considérait comme un usurpateur, engendrent une opposition très forte à son pouvoir et dressent contre lui de nouvelles forces qui rallument la guerre.
Beaucoup d’opposants, convaincus qu’Erling recherchait à les éliminer, estiment que la lutte armée est leur seul moyen de survivre. Avec leurs suivants, ils se retirent dans les forêts et les montagnes où, comme des brigands, ils vivent des dangers constants. Ce parti de mécontents populaires se rassemble dans les régions peu peuplées des confins orientaux d'où ils se jettent alternativement sur le Vestfold ou Viken et Oslo ou le Trondelag et Trondheim. Ils peuvent ainsi aisément chercher refuge en Suède. Dans le souci de légitimer leur combat, ils apportent leur soutien à tous les prétendants, rejetons vrais ou supposés de la famille royale. On les appelle « Birkebeiner » (littéralement « jambières de bouleau ») parce qu'ils sont parfois obligés de recouvrir leurs pieds d’écorce de bouleau à la place de chaussures. Dans leur combat contre le régime « tyrannique » d’Erling et du roi mineur Magnus, les Birkebeiner se transforment en parti « patriotique » qui, peu après, sous la conduite d’un chef extraordinaire, réalise une révolution et fait revivre l’idéal perdu d’une Norvège unie et indépendante dirigée par une monarchie forte.
Dans un premier temps, les Birkebeiner se rallient, en 1174, autour d’Eystein Eysteinsson, un petit-fils d’Harald IV et un fils naturel du roi Eystein Haraldsson. Il est jeune, petit, a un joli visage et est surnommé pour cela « Møyla » (littéralement « pucelle »). Le jarl suédois Birger Brosa (+1202), qui est marié avec Brigitta, une fille d’Harald IV, promet son aide et la fourniture d’argent et d’hommes. Mais Eystein est battu et tué par Magnus V à la bataille de Re (ru), dans le Vestfold, en janvier 1177. Les Birkebeiner rallient alors le parti de Sverre Sigurdsson, un ancien prêtre, prétendant au trône, aux droits très douteux, qu'ils proclament roi à son tour en 1178.

## Fin de règne
Le régent Erling Skakke tombe avec son gendre Jon Thorbergsson dès le 19 juin 1179 dans un combat contre Sverre Sigurdsson. Magnus est vaincu à son tour lors de la bataille d'Illuvelli le 27 mai 1180. Il se réfugie temporairement au Danemark pendant que le roi Sverre progresse vers le sud. Les deux parties se rencontrent de nouveau le 31 mai 1181 lors de la bataille de Nordness au cours de laquelle Magnus V est blessé et mis en fuite.
Les deux prétendants acceptent finalement de négocier mais leurs positions sont inconciliables : Magnus V se prévaut de sa légitimité comme roi couronné et Sverre de son hérédité royale. Sverre rejette par ailleurs la proposition de combat singulier qui lui est faite par son adversaire. Magnus et ses hommes se retirent vers Bergen pendant que Sverre gagne Oslo. Magnus en profite pour reprendre l’offensive dans le Nord et occupe provisoirement Nidaros. Au cours des combats, Erik Kongsson, un fils illégitime de Sigurd Mund qui avait été reconnu comme tel par Sverre, est tué. En 1182, Sverre lance une offensive vers le Nord et reprend Nidaros. L’année suivante, il attaque Magnus à Bergen. Vaincu, le roi Magnus V se réfugie une nouvelle fois au Danemark. L’archevêque Eystein Erlendsson, qui s’était exilé depuis trois ans, revient en Norvège et se réconcilie avec Sverre.
Au printemps 1184, alors que Sverre quitte Nidaros et réprime brutalement le soulèvement des fermiers de Sogn qui avaient tué plusieurs de ses baillis, Magnus Erlingsson quitte le Danemark à la tête d'une flotte de 24 navires de combat. Il aborde à Konungahella (en), se fait reconnaître de ses fidèles à Tønsberg, remonte la côte vers Bergen, puis fait voile vers le nord à la rencontre de la flotte de Sverre. La confrontation a lieu le 15 juin 1184 lors de la sanglante bataille de Fimreite, dans le Sognefjord, où périssent Magnus et ses principaux lieutenants. Comme il l'avait déjà fait pour son père, Sverre fait l'éloge funèbre du roi Magnus V dont le corps est ensuite inhumé avec une pompe royale dans la Kristkirken (en) (« église du Christ ») de Bergen.

## Postérité
Magnus V a épousé Estrid Bjørnsdotter, fille de Bjørn Byrdarsvein et de Rangrid Guttormsdatter et jeune veuve de Thoerer Skindfeld. Le couple a eu trois filles légitimes :
- Christina, mariée en 1208 avec Hreidar Sendemand, un des chefs du parti Bagler ;
- Ingeborg, mariée en 1204 avec Peter Steyper (fils d'une sœur du roi Sverre Sigurdsson) et morte en 1213 ;
- Magareta, mariée en 1206 avec Philippe de Vegin.

De sa relation avec Gyrid, fille d'Aslak Ungi, il a eu un fils :
- Sigurd Magnusson, roi des « Eyjarskeggjar » (« les insulaires »), tué en 1194.

De nombreux prétendants au trône, soutenus par le parti des Baglers, se proclamèrent, après sa mort, ses fils illégitimes :
- Vikar, « roi » des Varbelgs, tué en 1190 ;
- Inge Magnusson, 1er roi des Baglers en 1196, tué en  1202 ;
- Erling Steinvegg, 2e roi des Baglers en 1205, mort en mars 1207 ;
- Benedikt, « roi » des Slitungs, mort en 1222.

### Sources
- Notices d'autorité :   - VIAF
  - ISNI
  - LCCN
  - GND
  - Israël
  - WorldCat
- (no) Knut Hell, « Magnus 5 Erlingsson », Norsk biografisk leksikon (consulté le 5 octobre 2013).
- (en)  Byron J. Nordstrom Dictionary of Scandinavian History, Londres 1986  (ISBN 0313228876) p. 371-373.
- (en) Snorri Sturluson, Heimskringla de Sagas of the Norse Kings, Dutton, Everyman's Library, 1961 (ASIN B0007JXA06), p. 392-422, Livre XVII « Magnus Erlingson »
- Karl Jónsson La Saga de Sverrir, Roi de Norvège: traduite, annotée et présentée par Torfi H. Tulinius. « Collection Les classiques du Nord ». Les Belles Lettres. Paris 2010  (ISBN 2251071148) pour la fin du règne.